# Göte Hagström
Ernst Göte (Göte) Hagström (Gagnef, 7 september 1918 - Kvarnsveden, 5 oktober 2014)  was een Zweedse atleet, die gespecialiseerd was in de 3000 m steeplechase.
Hagström vertegenwoordigde Zweden op de Olympische Zomerspelen van Londen in 1948 op de 3000 m steeplechase. Hier won hij een bronzen medaille achter zijn landgenoten Tore Sjöstrand (goud) en Erik Elmsäter (zilver).

## Palmares

### 3000 m steeplechase
- 1948:  OS - 9.11,8